# Broc Electric Vehicle Company
Broc Electric Vehicle Company, vorher Broc Carriage & Wagon Company und Broc Carriage Company, war ein US-amerikanischer Hersteller von Automobilen.

## Unternehmensgeschichte
Die Broc Carriage & Wagon Company wurde 1904 gegründet, danach in Broc Carriage Company und 1910 in Broc Electric Vehicle Company umbenannt. Der Unternehmenssitz war in Cleveland in Ohio. Zunächst entstanden Karosserien. Automobile kamen 1909 dazu, die als Broc vermarktet wurden. 1914 kam es zum Zusammenschluss mit der Argo Electric Vehicle Company und der Borland-Grannis Company zur American Electric Car Company mit Sitz in Saginaw in Michigan. Die Produktion wurde daraufhin nach Saginaw verlagert und endete 1916. Der Markenname blieb bis zum Schluss Broc.

## Fahrzeuge
Im Angebot standen Elektroautos. Die Leistung der Elektromotoren ist nicht angegeben. Zur Wahl standen Ketten- und Kardanantrieb sowie Lenkrad und Lenkhebel. Ab 1914 tragen die Modellnamen die Zusätze Rear Drive, Front Drive und Double Drive, was auf Heckantrieb, Frontantrieb und Allradantrieb schließen lässt.
Von 1909 bis 1910 gab es nur das Model D. Das Fahrgestell hatte 203 cm Radstand. Die Aufbauten wurden Straight Front Coupé, Ext. Front Coupé, Stanhope und Victoria genannt.
1911 umfasste das Sortiment sechs Modelle. Model 20 als zweisitziger Stanhope, Model 21 als zweisitziger Victoria, Model 22 als dreisitziges Coupé und Model 24 als viersitziges Coupé hatten 203 cm Radstand. Beim zweisitzigen Roadster Model 19 und beim viersitzigen Coupé Model 25 betrug der Radstand 211 cm.
1912 wurde das Angebot erweitert. Das Coupé Model 26 hatte mit 213 cm den kürzesten Radstand. Beim Roadster Model 19, Stanhope Model 20, Victoria Model 21 und Coupé Model 22 betrug der Radstand 216 cm. Außerdem gab es mit Model 28 und Model 30 zwei größere Brougham, die 241 cm bzw. 254 cm Radstand hatten.
1913 standen nur noch Brougham im Sortiment, was sich danach auch kaum noch änderte. Das Model 20 hatte 213 cm Radstand und bot Platz für zwei Personen. Bei den Fünfsitzern Model 28, Model 29 und Model 31 betrug der Radstand 244 cm.
1914 gab es mit dem Model 30 letztmals ein Coupé. Es hatte 244 cm Radstand. Model 32 und Model 33 wurden als Rear Drive bezeichnet, von denen ersteres 244 cm und letzteres 249 cm Radstand hatte. Model 34 als Front Drive und Model 36 als Double Drive hatten ebenfalls den längeren Radstand von 249 cm.
In den beiden letzten Jahren betrug der Radstand einheitlich 244 cm. Model 33 war nun als Front Drive angegeben und Model 34 als Rear Drive. Model 36 blieb der Double Drive.

## Modellübersicht
| Jahr      | Modell   | Ausführung   | Radstand (cm) | Aufbau                                                     |
| --------- | -------- | ------------ | ------------- | ---------------------------------------------------------- |
| 1909–1910 | Model D  |              | 203           | Straight Front Coupé, Ext. Front Coupé, Stanhope, Victoria |
| 1911      | Model 19 |              | 211           | Roadster 2-sitzig                                          |
| 1911      | Model 20 |              | 203           | Stanhope 2-sitzig                                          |
| 1911      | Model 21 |              | 203           | Victoria 2-sitzig                                          |
| 1911      | Model 22 |              | 203           | Coupé 3-sitzig                                             |
| 1911      | Model 24 |              | 203           | Coupé 4-sitzig                                             |
| 1911      | Model 25 |              | 211           | Coupé 4-sitzig                                             |
| 1912      | Model 19 |              | 216           | Roadster                                                   |
| 1912      | Model 20 |              | 216           | Stanhope                                                   |
| 1912      | Model 21 |              | 216           | Victoria                                                   |
| 1912      | Model 22 |              | 216           | Coupé                                                      |
| 1912      | Model 26 |              | 213           | Coupé                                                      |
| 1912      | Model 28 |              | 241           | Brougham                                                   |
| 1912      | Model 30 |              | 254           | Brougham                                                   |
| 1913      | Model 20 |              | 213           | Brougham 2-sitzig                                          |
| 1913      | Model 28 |              | 244           | Brougham 5-sitzig                                          |
| 1913      | Model 29 |              | 244           | Brougham 5-sitzig                                          |
| 1913      | Model 31 |              | 244           | Brougham 5-sitzig                                          |
| 1914      | Model 30 |              | 244           | Coupé                                                      |
| 1914      | Model 32 | Rear Drive   | 244           | Brougham                                                   |
| 1914      | Model 33 | Rear Drive   | 249           | Brougham                                                   |
| 1914      | Model 34 | Front Drive  | 249           | Brougham                                                   |
| 1914      | Model 36 | Double Drive | 249           | Brougham                                                   |
| 1915–1916 | Model 33 | Front Drive  | 244           | Brougham                                                   |
| 1915–1916 | Model 34 | Rear Drive   | 244           | Brougham                                                   |
| 1915–1916 | Model 36 | Double Drive | 244           | Brougham                                                   |